# Delia duplicipectina
Delia duplicipectina är en tvåvingeart som beskrevs av Fan 1993. Delia duplicipectina ingår i släktet Delia och familjen blomsterflugor.
Artens utbredningsområde är Sichuan (Kina). Inga underarter finns listade i Catalogue of Life.